# Studiengruppe
Eine Studiengruppe ist ein Gremium von Fachleuten, das spezielle Themen von gesellschaftlicher oder wissenschaftlicher Relevanz bearbeitet.
Häufig wird eine Studiengruppe von einer fachlichen Kommission aus dem Bereich der Naturwissenschaften oder der Technik eingesetzt und mit Detailuntersuchungen beauftragt, wenn die Thematik der ursprünglichen Kommission zu umfangreich wird. Die Gruppe wird im Regelfall nicht bevollmächtigt, sondern legt der übergeordneten Ebene nach einiger Zeit ihre Ergebnisse zur Berücksichtigung oder allfälligen Entscheidung vor.
Während wichtige Kommissionen vielfach von Entscheidungsträgern (Politikern, Sozialpartnern, Rektoren usw.) gebildet werden, ergänzt eine Studiengruppe den Kreis ihrer Mitglieder meist durch Experten, die der höheren Kommission nicht angehören.
Die internationalen Verbände der Wissenschaft organisieren ihre Arbeitsgebiete oft in zahlreichen Spezialstudiengruppen (SSG), die mit den benachbarten Themenkreisen personell verzahnt sind. Führende Wissenschaftler übernehmen den Vorsitz (engl. Chair) einer Gruppe und sind in 1–2 fachlich angrenzenden Gruppen einfaches Mitglied. Dadurch steigt nicht nur die gegenseitige Kenntnis und die Qualität der Ergebnisse, sondern eröffnet sich für viele Wissenschaftler aus  Entwicklungsländern erst die Möglichkeit, für die so wichtigen internationalen Kontakte öffentliche Fördergelder zu erhalten.
Siehe auch:
- Parlamentarischer Ausschuss, Subkommission
- ICSU, IUGG, IAU, wissenschaftliche Union
- Expertenkommission